# Виробниче навчання
Виробниче навчання — підготовка кваліфікованих працівників масових професій для різних галузей, здійснювана за рахунок підприємств, установ і організацій. Працівникам, які успішно закінчили виробниче навчання, присвоюють відповідну кваліфікацію і за нею надають роботу.
Також виробниче навчання — це процес і навчальний предмет у системі професійної підготовки; підготовка, перепідготовка та підвищення кваліфікації робітників безпосередньо на виробництві; частина трудового навчання, виховання і професійної орієнтації в середніх закладах освіти.
Критерій професійної підготовленості майбутнього спеціаліста — кваліфікація, а її головні показники — професійна мобільність, володіння декількома професіями, здатність до зміни виду роботи.

## Історія
У СРСР — підготовка кваліфікованих працівників масових професій для різних галузей народного господарства і культурно-побутового обслуговування робіників. Здійснювалося в системі професійно-технічної освіти і середньої спеціальної освіти, а також у процесі індивідуально-бригадного навчання та на різних короткострокових курсах.
Також це форма трудового навчання, яке проводилося в старших класах загальноосвітньої середньої школи з метою дати випускникам професійну підготовку для праці в одній з галузей народного господарства чи культури.
Введене в 1958 році відповідно до «Закону про зміцнення зв'язку школи з життям і про дальший розвиток системи народної освіти в СРСР». За постановою ЦК КПРС і Ради Міністрів СРСР «Про часткову зміну в трудовій підготовці в середній загальноосвітній школі» 1966 року: середня загальноосвітня школа має давати «загальну та політехнічну освіту та забезпечити трудове виховання». Відповідно до постанови Ради Міністрів СРСР з 1974 року створювали міжшкільні навчально-виробничі комбінати трудового навчання і професійної орієнтації учнів. У 1977 році ЦК КПРС та Рада Міністрів СРСР прийняли постанову «Про дальше вдосконалення навчання, виховання учнів загальноосвітніх шкіл і підготовки їх до праці», зумовлену «зростаючими вимогами суспільного виробництва і науково-технічного прогресу».
На виробниче навчання в 9 та 10 класах середніх шкіл УРСР за навчальним планом визначено 4 години на тиждень і 132 години для літньої навчально-виробничої практики в 9 класах. Система поєднувала теоретичні і практичні заняття. Після закінчення навчання учні могли складати кваліфікаційні іспити. Ті, які успішно склали їх, отримують свідоцтво про присвоєння виробничої кваліфікації. У 1976/77 навчальному році в УРСР працювало 4,5 тисячі середніх шкіл з виробничим навчанням.

## Особливості
Власник підприємства чи вповноважений ним орган повинен створювати працівникам, які поєднують виробниче з працею, необхідні умови. Якщо можливості провадити виробниче навчання нема, їх профпідготовка та підвищення кваліфікації здійснюють на договірній основі в навчально-курсових комбінатах (центрах, пунктах), які створюють міністерства та відомства, підприємства, чи інші державні, кооперативні, громадські організації, установи, приватні особи згідно з «Типовим положенням про навчально-курсовий комбінат (центр, пункт) професійного навчання робітників», затвердженим МОН і МПтаСП України у 1993 році. За час проходження виробничого навчання працівникам виплачують заробітну плату в порядку й розмірах, визначених законодавством України.
Навчально-курсовий комбінат (центр, пункт) професійного навчання робітників — це навчальний заклад системи освіти з професійного навчання робітничих кадрів на виробництві.
Виробниче навчання включає теоретичну частину — знання з основ наук, техніки, технології, організації та економіки конкретної галузі й окремих виробництв; уміння застосовувати ці знання у професійній діяльності; практичну частину (залучення до виробничого процесу): вступ до спеціальності; навчально-виробничу роботу в майстернях, лабораторіях, на полігонах училищ, у навчальних та виробничих цехах і відділах підприємств; виробничу практику. Як навчальний процес здійснюється майстрами виробничого навчання.
Крім того, виробниче навчання сприяє вихованню в учнів якостей сучасного робітника, розвитку розумових, фізичних сил і здібностей, творчого ставлення до праці.

## Виробнича практика
Виробнича практика — складова частина навчальної роботи вищої, середньої спеціальної і загальноосвітньої школи в Україні та інших пострадянських країн. Проводилась на промислових і сільськогосподарських підприємствах, у науководослідних інститутах тощо.
У профтехучилищах різного типу виробниче навчання з передвипускною виробничою практикою є основою професійної підготовки майбутніх кваліфікованих робітників.
В. п. сприяє зміцненню й перевірці набутих студентами та учнями теоретичних знань, встановленню тісного зв'язку навч. закладів з виробництвом. Під час В. п. студенти та учні, як правило, перебувають на робочих місцях, обіймаючи посади (що оплачуються) за спеціальністю.

### Історія
У СРСР (та деяких інших країнах) була складовою частиною навчальної роботи в спеціальних навчальних закладах, необхідна для підготовки спеціалістів. У СРСР організовувалась на підприємствах, оснащених сучасним устаткуванням, у радгоспах, колгоспах, школах, лікарнях тощо. Обсяг, зміст та строки передбачали навчальні плани та програмами навчальних закладів. У вузах на виробничу практику відводили 6 або 7 місяців, у середніх спеціальних навчальних закладах — до 9 місяців. Існувало 3 види практики: загальноознайомлювальна (навчальна), технологічна та переддипломна.Виробнича практика здійснювалась в 9 класах у школах і міжшкільних навчально-виробничих комбінатах трудового навчання і професійної орієнтації учнів, в учнівських таборах праці та відпочинку, в сільсько-господарських виробничих бригадах, як правило, під час літніх канікул, в червні.